# 艾特雷
艾特雷（法語：Aytré，法語發音：[ɛtʁe]）是法国滨海夏朗德省的一个市镇，位于该省西北部，大西洋海滨，省会拉罗谢尔市区以南，属于拉罗谢尔区。

## 地理
艾特雷（46°8'3"N, 1°6'52"W）面积12.22 平方千米，位于法国新阿基坦大区滨海夏朗德省，该省份为法国西部滨海省份，北起旺代省，西临大西洋，南至吉倫特省，东南接多爾多涅省，东北接德塞夫勒省接壤，东临夏朗德省。
与艾特雷接壤的市镇（或旧市镇、城区）包括：昂古兰、拉雅尔讷、佩里尼、拉罗谢尔、圣罗加西安。
艾特雷的时区为UTC+01:00、UTC+02:00（夏令时）。

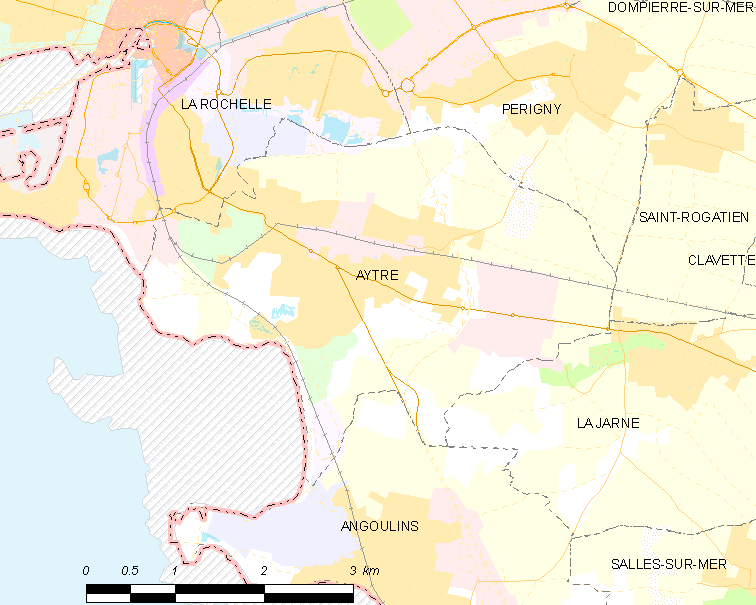
艾特雷的OSM定位图

## 行政
艾特雷的邮政编码为17440，INSEE市镇编码为17028。

## 政治
艾特雷所属的省级选区为艾特雷县。

## 交通
法国国道N137线经过境内。艾特雷海滩站停靠前往拉罗谢尔和罗什福尔方向的列车。

## 人口

1962-2008年间艾特雷人口变化图示

艾特雷于2022年1月1日时的人口数量为9759人。